# Raiffeisenbank Steinbach-Grünburg
Die Raiffeisenbank Steinbach-Grünburg eGen ist eine österreichische Regionalbank mit Sitz in Grünburg. Die Bank unterhält 2 Standorte und beschäftigt rund 13 Mitarbeiter. Die Raiffeisenbank Steinbach-Grünburg ist eine von vier selbständigen Raiffeisenbanken im Bezirk Kirchdorf.

## Wirtschaftliche Daten

### Standorte
Die Raiffeisenbank betreibt eine Bankstelle in Grünburg und eine SB-Bankstelle in Steinbach an der Steyr. Beide Standorte sind im Bezirk Kirchdorf gelegen.

### Bilanzdaten
Der Jahresabschluss zum 31. Dezember 2021 zeigt für die Raiffeisenbank Steinbach-Grünburg eine Bilanzsumme von EUR 109,4 Millionen. Im Jahr 2020 lag die Bilanzsumme bei EUR 98,7 Millionen. Die Bilanz weist rund 1000 Mitglieder (Mitinhaber) als Genossenschaftseigentümer aus. Die Anzahl der Mitarbeiter per 2021 wurde mit 13 angegeben.

## Geschichte
Der Genossenschaftsvertrag ist auf den 23. März 1893 datiert. Die Gründung erfolgte als „Vorschusskassa“-Verein, später wurde der Name Raiffeisenkasse angenommen. In den 1980er Jahren wurde die EDV erneuert und auf ON-Line umgestellt. In den 1990er Jahren erfolgte die Umfirmierung auf Raiffeisenbank. Im Jahr 2020 wurde die Bankstelle Grünburg grundlegend modernisiert. Im Jahr 2013 konnte das 120. Bestandsjubiläum sowie 2023 das 130. Gründungsjubiläum begangen werden.

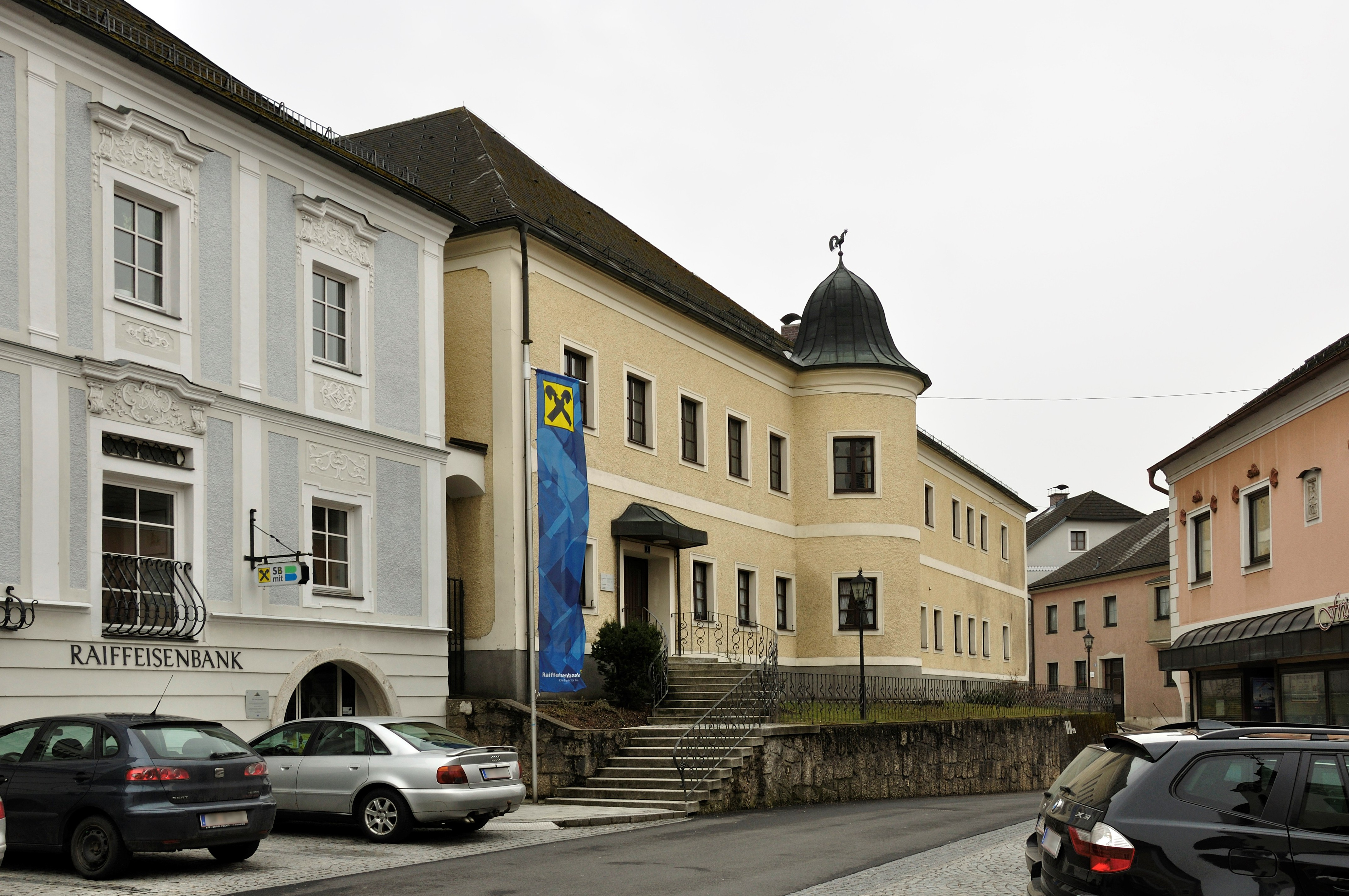
SB-Filiale Steinbach an der Steyr
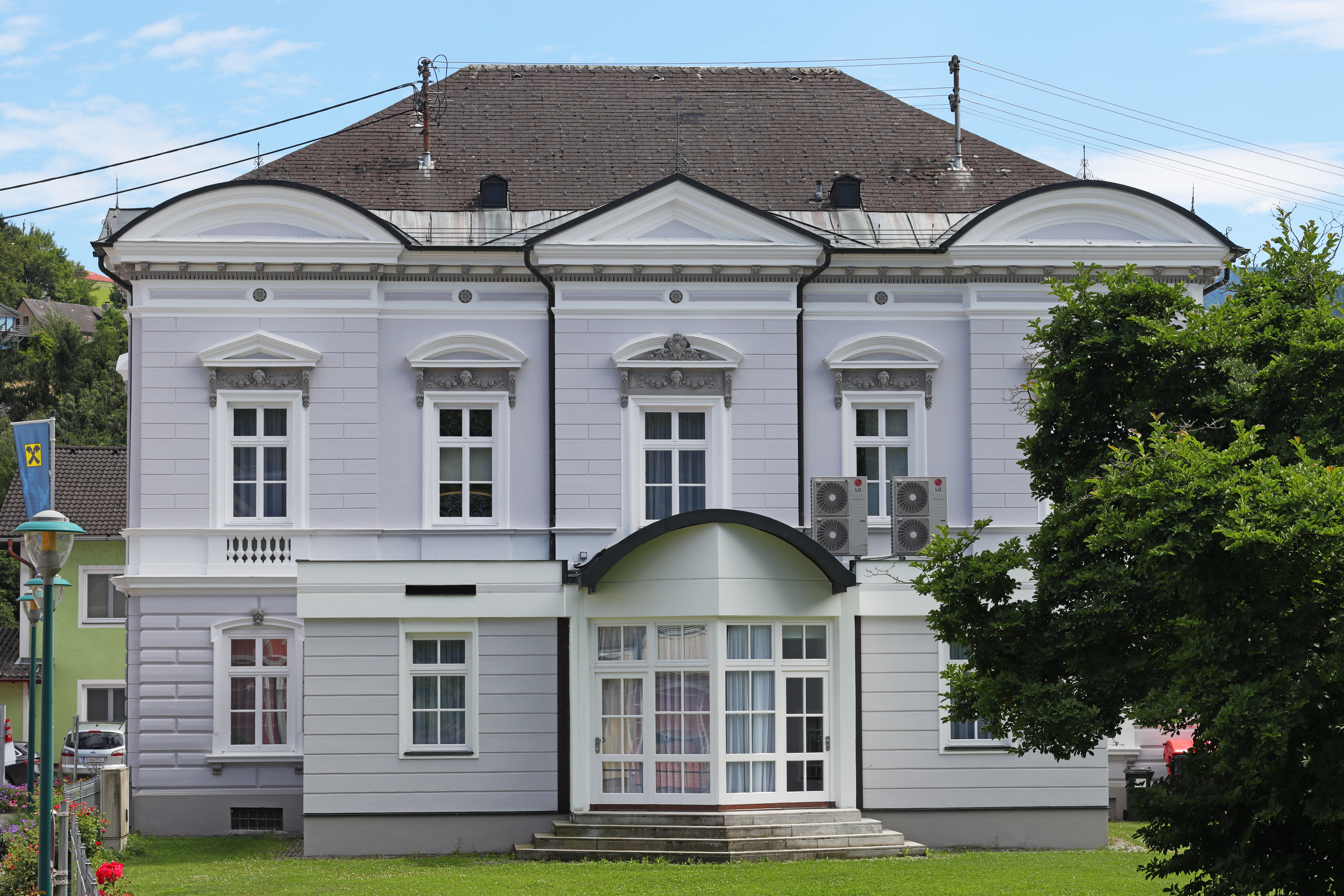
Raiffeisenbank Grünburg

## Raiffeisengenossenschaft
Die Raiffeisenbank Steinbach-Grünburg ist als Genossenschaftsbank organisiert, genauso wie rund 350 weitere Primärbanken von Raiffeisen Österreich. Als Genossenschaftsbank gehört sie den Mitinhabern, welche Geschäftsanteile gezeichnet haben. Die rund 70 oberösterreichischen Raiffeisenbanken sind gemeinsame Eigentümer der Raiffeisenlandesbank Oberösterreich, die Landesbanken wiederum sind Mehrheitseigentümer der Raiffeisen Zentralbank Österreich. Rechtliche Grundlagen sind das österreichische Bankwesengesetz (BWG), das Genossenschaftsgesetz, das Genossenschaftsrevisionsgesetz und die (von der Generalversammlung beschlossenen) Statuten.
Organe der Raiffeisenbank Steinbach-Grünburg sind der (nebenberufliche) Vorstand, der Aufsichtsrat und die genossenschaftliche Generalversammlung.